# 高田郡
- 令制国一覧 > 山陽道 > 安芸国 > 高田郡
- 日本 > 中国地方 > 広島県 > 高田郡

高田郡（たかたぐん）は、広島県（安芸国）にあった郡。

## 郡域
1878年（明治11年）に行政区画として発足した当時の郡域は、下記の区域にあたる。
- 安芸高田市の全域
- 広島市安佐北区の一部（白木町各町）
- 三次市の一部（秋町・粟屋町）

## 歴史

### 近世以降の沿革
- 明治初年時点では全域が安芸広島藩領であった。「旧高旧領取調帳」に記載されている明治初年時点での村は以下の通り。（59村）

秋町村、粟屋村、上小原村、下小原村、吉田村、深瀬村、下甲立村、高田原村、上甲立村、浅塚村、房後村、糘地村、船木村、常友村、常楽寺村、川根村、来女木村、羽佐竹村、本村、北村、生田村、桑田村、原田村、山部村、相合村、横田村、佐々部村、多治比村、西浦村、長屋村、土師村、中馬村、山手村、竹原村、下入江村、福原村、小山村、国司村、高野村、川本村、桂村、勝田村、上入江村、佐々井村、上根村、下根村、向山村、三田村、秋山村、井原村、戸島村、坂村、長田村、小越村、古屋村、保垣村、志路村、有留村、市川村
- 明治4年7月14日（1871年8月29日） - 廃藩置県により広島県の管轄となる。
- 明治11年（1878年）11月1日 - 郡区町村編制法の広島県での施行により、行政区画としての高田郡が発足。郡役所が吉田村に設置。
- 明治22年（1889年）4月1日 - 町村制の施行により、以下の各村が発足。特記以外は現・安芸高田市。（26村）
  - 吉田村（単独村制）
  - 丹比村 ← 相合村、山部村、西浦村、多治比村
  - 可愛村 ← 中馬村、川本村、山手村、常友村、常楽寺村
  - 高原村 ← 下入江村、福原村、小山村、竹原村、国司村
  - 郷野村 ← 上入江村、長屋村、桂村、高野村
  - 刈田村 ← 佐々井村、勝田村、土師村
  - 根野村 ← 向山村、上根村、下根村
  - 横田村、本村、北村（それぞれ単独村制）
  - 生桑村 ← 生田村、桑田村
  - 川根村（単独村制）
  - 来原村 ← 原田村、来女木村
  - 船佐村 ← 羽佐竹村、佐々部村、房後村、船木村
  - 粟屋村（単独村制。現・三次市）
  - 甲立村 ← 糘地村、浅塚村、上甲立村、下甲立村、深瀬村（現・安芸高田市）、秋町村（現・三次市）
  - 小田村 ← 高田原村、下小原村、上小原村
  - 戸島村、坂村（それぞれ単独村制）
  - 有保村 ← 有留村（現・安芸高田市、広島市安佐北区）、保垣村（現・安芸高田市）
  - 長田村（単独村制）
  - 井原村（単独村制。現・広島市安佐北区）
  - 志屋村 ← 志路村、古屋村（現・広島市安佐北区）
  - 市川村（単独村制。現・広島市安佐北区）
  - 秋越村 ← 秋山村、小越村（現・広島市安佐北区）
  - 三田村（単独村制。現・広島市安佐北区）
- 明治29年（1896年）5月21日 - 吉田村が町制施行して吉田町となる。（1町25村）
- 明治32年（1899年）7月1日 - 郡制を施行。
- 大正12年（1923年）4月1日 - 郡会が廃止。郡役所は存続。
- 大正15年（1926年）
  - 1月1日 - 甲立村が町制施行して甲立町となる。（2町24村）
  - 7月1日 - 郡役所が廃止。以降は地域区分名称となる。
- 昭和4年（1929年）
  - 3月1日 - 高原村が分割し、一部（福原・小山・竹原）が可愛村に、一部（下入江）が郷野村に、残部（国司）が吉田町にそれぞれ編入。（2町23村）
  - 4月1日 - 坂村・長田村・戸島村が合併して向原村が発足。（2町21村）
- 昭和12年（1937年）4月1日 - 向原村が町制施行して向原町となる。（3町20村）
- 昭和24年（1949年）10月1日（3町19村）
  - 市川村の一部（大寺地区）が井原村に編入。
  - 秋越村および市川村の残部が合併して高南村が発足。
- 昭和25年（1950年）
  - 4月1日 - 粟屋村の所属郡が双三郡に変更。（3町18村）
  - 9月1日 - 甲立町の一部（秋町）が双三郡川地村に編入。
- 昭和28年（1953年）4月1日 - 吉田町・丹比村・可愛村・郷野村が合併し、改めて吉田町が発足。（3町15村）
- 昭和29年（1954年）3月31日 - 有保村が分割し、一部（有留の一部）が高南村に、残部が向原町にそれぞれ編入。（3町14村）
- 昭和30年（1955年）3月31日 - 刈田村・根野村が合併して八千代村が発足。（3町13村）
- 昭和31年（1956年）
  - 4月1日（4町8村）
    - 横田村・本村・北村・生桑村が合併して美土里町が発足。
    - 甲立町・小田村が合併して甲田町が発足。

  - 9月30日（6町1村）
    - 川根村・船佐村・来原村が合併して高宮町が発足。
    - 井原村・志屋村・高南村・三田村が合併して白木町が発足。
- 昭和35年（1960年）4月1日 - 八千代村が町制施行して八千代町となる。（7町）
- 昭和48年（1973年）10月22日 - 白木町が広島市に編入。（6町）
- 平成16年（2004年）3月1日 - 吉田町・八千代町・美土里町・高宮町・甲田町・向原町が合併して安芸高田市が発足。同日高田郡消滅。

### 変遷表
| 明治22年以前 | 明治22年以前    | 明治22年 4月1日 町村制施行 | 明治22年 - 昭和10年        | 昭和11年 - 昭和25年                  | 昭和26年 - 昭和30年          | 昭和31年 - 昭和35年          | 昭和36年 - 昭和64年           | 平成元年 - 現在             | 現在            |
| ------------ | --------------- | -------------------------- | -------------------------- | ------------------------------------ | ---------------------------- | ---------------------------- | ----------------------------- | --------------------------- | --------------- |
| 粟屋村       | 粟屋村          | 粟屋村                     | 粟屋村                     | 昭和25年4月1日 所属変更 双三郡粟屋村 | 昭和29年3月31日 三次市の一部 | 三次市                       | 三次市                        | 平成16年4月1日 三次市の一部 | 三次市          |
| 秋町村       | 秋町村          | 甲立村                     | 大正15年1月1日 町制 甲立町 | 昭和25年9月1日 双三郡川地村に編入    | 双三郡川地村の一部           | 昭和31年9月30日 三次市に編入 | 三次市                        | 平成16年4月1日 三次市の一部 | 三次市          |
| 糘地村       | 糘地村          | 甲立村                     | 大正15年1月1日 町制 甲立町 | 甲立町                               | 甲立町                       | 昭和31年4月1日 甲田町        | 甲田町                        | 平成16年3月1日 安芸高田市   | 安芸高田市      |
| 浅塚村       |                 | 甲立村                     | 大正15年1月1日 町制 甲立町 | 甲立町                               | 甲立町                       | 昭和31年4月1日 甲田町        | 甲田町                        | 平成16年3月1日 安芸高田市   | 安芸高田市      |
| 上甲立村     |                 | 甲立村                     | 大正15年1月1日 町制 甲立町 | 甲立町                               | 甲立町                       | 昭和31年4月1日 甲田町        | 甲田町                        | 平成16年3月1日 安芸高田市   | 安芸高田市      |
| 下甲立村     |                 | 甲立村                     | 大正15年1月1日 町制 甲立町 | 甲立町                               | 甲立町                       | 昭和31年4月1日 甲田町        | 甲田町                        | 平成16年3月1日 安芸高田市   | 安芸高田市      |
| 深瀬村       |                 | 甲立村                     | 大正15年1月1日 町制 甲立町 | 甲立町                               | 甲立町                       | 昭和31年4月1日 甲田町        | 甲田町                        | 平成16年3月1日 安芸高田市   | 安芸高田市      |
| 高田原村     | 高田原村        | 小田村                     | 小田村                     | 小田村                               | 小田村                       | 昭和31年4月1日 甲田町        | 甲田町                        | 平成16年3月1日 安芸高田市   | 安芸高田市      |
| 下小原村     |                 | 小田村                     | 小田村                     | 小田村                               | 小田村                       | 昭和31年4月1日 甲田町        | 甲田町                        | 平成16年3月1日 安芸高田市   | 安芸高田市      |
| 上小原村     |                 | 小田村                     | 小田村                     | 小田村                               | 小田村                       | 昭和31年4月1日 甲田町        | 甲田町                        | 平成16年3月1日 安芸高田市   | 安芸高田市      |
| 生田村       | 生田村          | 生桑村                     | 生桑村                     | 生桑村                               | 生桑村                       | 昭和31年4月1日 美土里町      | 美土里町                      | 平成16年3月1日 安芸高田市   | 安芸高田市      |
| 桑田村       |                 | 生桑村                     | 生桑村                     | 生桑村                               | 生桑村                       | 昭和31年4月1日 美土里町      | 美土里町                      | 平成16年3月1日 安芸高田市   | 安芸高田市      |
| 北村         | 北村            | 北村                       | 北村                       | 北村                                 | 北村                         | 昭和31年4月1日 美土里町      | 美土里町                      | 平成16年3月1日 安芸高田市   | 安芸高田市      |
| 本村         | 本村            | 本村                       | 本村                       | 本村                                 | 本村                         | 昭和31年4月1日 美土里町      | 美土里町                      | 平成16年3月1日 安芸高田市   | 安芸高田市      |
| 横田村       | 横田村          | 横田村                     | 横田村                     | 横田村                               | 横田村                       | 昭和31年4月1日 美土里町      | 美土里町                      | 平成16年3月1日 安芸高田市   | 安芸高田市      |
| 佐々井村     | 佐々井村        | 刈田村                     | 刈田村                     | 刈田村                               | 昭和30年3月31日 八千代村     | 昭和35年4月1日 町制 八千代町 | 八千代町                      | 平成16年3月1日 安芸高田市   | 安芸高田市      |
| 勝田村       |                 | 刈田村                     | 刈田村                     | 刈田村                               | 昭和30年3月31日 八千代村     | 昭和35年4月1日 町制 八千代町 | 八千代町                      | 平成16年3月1日 安芸高田市   | 安芸高田市      |
| 土師村       |                 | 刈田村                     | 刈田村                     | 刈田村                               | 昭和30年3月31日 八千代村     | 昭和35年4月1日 町制 八千代町 | 八千代町                      | 平成16年3月1日 安芸高田市   | 安芸高田市      |
| 向山村       | 向山村          | 根野村                     | 根野村                     | 根野村                               | 昭和30年3月31日 八千代村     | 昭和35年4月1日 町制 八千代町 | 八千代町                      | 平成16年3月1日 安芸高田市   | 安芸高田市      |
| 上根村       |                 | 根野村                     | 根野村                     | 根野村                               | 昭和30年3月31日 八千代村     | 昭和35年4月1日 町制 八千代町 | 八千代町                      | 平成16年3月1日 安芸高田市   | 安芸高田市      |
| 下根村       |                 | 根野村                     | 根野村                     | 根野村                               | 昭和30年3月31日 八千代村     | 昭和35年4月1日 町制 八千代町 | 八千代町                      | 平成16年3月1日 安芸高田市   | 安芸高田市      |
| 川根村       | 川根村          | 川根村                     | 川根村                     | 川根村                               | 川根村                       | 昭和31年9月30日 高宮町       | 高宮町                        | 平成16年3月1日 安芸高田市   | 安芸高田市      |
| 原田村       | 原田村          | 来原村                     | 来原村                     | 来原村                               | 来原村                       | 昭和31年9月30日 高宮町       | 高宮町                        | 平成16年3月1日 安芸高田市   | 安芸高田市      |
| 来女木村     |                 | 来原村                     | 来原村                     | 来原村                               | 来原村                       | 昭和31年9月30日 高宮町       | 高宮町                        | 平成16年3月1日 安芸高田市   | 安芸高田市      |
| 羽佐竹村     | 羽佐竹村        | 船佐村                     | 船佐村                     | 船佐村                               | 船佐村                       | 昭和31年9月30日 高宮町       | 高宮町                        | 平成16年3月1日 安芸高田市   | 安芸高田市      |
| 佐々部村     |                 | 船佐村                     | 船佐村                     | 船佐村                               | 船佐村                       | 昭和31年9月30日 高宮町       | 高宮町                        | 平成16年3月1日 安芸高田市   | 安芸高田市      |
| 房後村       |                 | 船佐村                     | 船佐村                     | 船佐村                               | 船佐村                       | 昭和31年9月30日 高宮町       | 高宮町                        | 平成16年3月1日 安芸高田市   | 安芸高田市      |
| 船木村       |                 | 船佐村                     | 船佐村                     | 船佐村                               | 船佐村                       | 昭和31年9月30日 高宮町       | 高宮町                        | 平成16年3月1日 安芸高田市   | 安芸高田市      |
| 吉田村       | 吉田村          | 吉田村                     | 明治22年1月1日 町制 吉田町 | 吉田町                               | 昭和28年4月1日 吉田町        | 吉田町                       | 吉田町                        | 平成16年3月1日 安芸高田市   | 安芸高田市      |
| 中馬村       | 中馬村          | 可愛村                     | 可愛村                     | 可愛村                               | 昭和28年4月1日 吉田町        | 吉田町                       | 吉田町                        | 平成16年3月1日 安芸高田市   | 安芸高田市      |
| 川本村       |                 | 可愛村                     | 可愛村                     | 可愛村                               | 昭和28年4月1日 吉田町        | 吉田町                       | 吉田町                        | 平成16年3月1日 安芸高田市   | 安芸高田市      |
| 山手村       |                 | 可愛村                     | 可愛村                     | 可愛村                               | 昭和28年4月1日 吉田町        | 吉田町                       | 吉田町                        | 平成16年3月1日 安芸高田市   | 安芸高田市      |
| 常友村       |                 | 可愛村                     | 可愛村                     | 可愛村                               | 昭和28年4月1日 吉田町        | 吉田町                       | 吉田町                        | 平成16年3月1日 安芸高田市   | 安芸高田市      |
| 常楽寺村     |                 | 可愛村                     | 可愛村                     | 可愛村                               | 昭和28年4月1日 吉田町        | 吉田町                       | 吉田町                        | 平成16年3月1日 安芸高田市   | 安芸高田市      |
| 福原村       | 福原村          | 高原村                     | 昭和4年3月1日 可愛村に編入 | 可愛村                               | 昭和28年4月1日 吉田町        | 吉田町                       | 吉田町                        | 平成16年3月1日 安芸高田市   | 安芸高田市      |
| 小山村       |                 | 高原村                     | 昭和4年3月1日 可愛村に編入 | 可愛村                               | 昭和28年4月1日 吉田町        | 吉田町                       | 吉田町                        | 平成16年3月1日 安芸高田市   | 安芸高田市      |
| 竹原村       |                 | 高原村                     | 昭和4年3月1日 可愛村に編入 | 可愛村                               | 昭和28年4月1日 吉田町        | 吉田町                       | 吉田町                        | 平成16年3月1日 安芸高田市   | 安芸高田市      |
| 国司村       | 国司村          | 高原村                     | 昭和4年3月1日 吉田町へ編入 | 吉田町                               | 昭和28年4月1日 吉田町        | 吉田町                       | 吉田町                        | 平成16年3月1日 安芸高田市   | 安芸高田市      |
| 下入江村     | 下入江村        | 高原村                     | 昭和4年3月1日 郷野村に編入 | 郷野村                               | 昭和28年4月1日 吉田町        | 吉田町                       | 吉田町                        | 平成16年3月1日 安芸高田市   | 安芸高田市      |
| 上入江村     | 上入江村        | 郷野村                     | 郷野村                     | 郷野村                               | 昭和28年4月1日 吉田町        | 吉田町                       | 吉田町                        | 平成16年3月1日 安芸高田市   | 安芸高田市      |
| 長屋村       |                 | 郷野村                     | 郷野村                     | 郷野村                               | 昭和28年4月1日 吉田町        | 吉田町                       | 吉田町                        | 平成16年3月1日 安芸高田市   | 安芸高田市      |
| 桂村         |                 | 郷野村                     | 郷野村                     | 郷野村                               | 昭和28年4月1日 吉田町        | 吉田町                       | 吉田町                        | 平成16年3月1日 安芸高田市   | 安芸高田市      |
| 高野村       |                 | 郷野村                     | 郷野村                     | 郷野村                               | 昭和28年4月1日 吉田町        | 吉田町                       | 吉田町                        | 平成16年3月1日 安芸高田市   | 安芸高田市      |
| 相合村       | 相合村          | 丹比村                     | 丹比村                     | 丹比村                               | 昭和28年4月1日 吉田町        | 吉田町                       | 吉田町                        | 平成16年3月1日 安芸高田市   | 安芸高田市      |
| 山部村       |                 | 丹比村                     | 丹比村                     | 丹比村                               | 昭和28年4月1日 吉田町        | 吉田町                       | 吉田町                        | 平成16年3月1日 安芸高田市   | 安芸高田市      |
| 西浦村       |                 | 丹比村                     | 丹比村                     | 丹比村                               | 昭和28年4月1日 吉田町        | 吉田町                       | 吉田町                        | 平成16年3月1日 安芸高田市   | 安芸高田市      |
| 多治比村     |                 | 丹比村                     | 丹比村                     | 丹比村                               | 昭和28年4月1日 吉田町        | 吉田町                       | 吉田町                        | 平成16年3月1日 安芸高田市   | 安芸高田市      |
| 坂村         | 坂村            | 坂村                       | 昭和4年4月1日 向原村       | 昭和12年4月1日 町制 向原町           | 向原町                       | 向原町                       | 向原町                        | 平成16年3月1日 安芸高田市   | 安芸高田市      |
| 戸島村       | 戸島村          | 戸島村                     | 昭和4年4月1日 向原村       | 昭和12年4月1日 町制 向原町           | 向原町                       | 向原町                       | 向原町                        | 平成16年3月1日 安芸高田市   | 安芸高田市      |
| 長田村       | 長田村          | 長田村                     | 昭和4年4月1日 向原村       | 昭和12年4月1日 町制 向原町           | 向原町                       | 向原町                       | 向原町                        | 平成16年3月1日 安芸高田市   | 安芸高田市      |
| 保垣村       | 保垣村          | 有保村                     | 有保村                     | 有保村                               | 昭和29年3月31日 向原町に編入 | 向原町                       | 向原町                        | 平成16年3月1日 安芸高田市   | 安芸高田市      |
| 有留村       | 一部            | 有保村                     | 有保村                     | 有保村                               | 昭和29年3月31日 向原町に編入 | 向原町                       | 向原町                        | 平成16年3月1日 安芸高田市   | 安芸高田市      |
| 有留村       | 一部            | 有保村                     | 有保村                     | 有保村                               | 昭和29年3月31日 高南村に編入 | 昭和31年9月30日 白木町       | 昭和48年10月22日 広島市に編入 | 広島市                      | 広島市 安佐北区 |
| 秋山村       | 秋山村          | 秋越村                     | 秋越村                     | 昭和24年10月1日 高南村               | 高南村                       | 昭和31年9月30日 白木町       | 昭和48年10月22日 広島市に編入 | 広島市                      | 広島市 安佐北区 |
| 小越村       |                 | 秋越村                     | 秋越村                     | 昭和24年10月1日 高南村               | 高南村                       | 昭和31年9月30日 白木町       | 昭和48年10月22日 広島市に編入 | 広島市                      | 広島市 安佐北区 |
| 市川村       | 大寺地区 を除く | 市川村                     | 市川村                     | 昭和24年10月1日 高南村               | 高南村                       | 昭和31年9月30日 白木町       | 昭和48年10月22日 広島市に編入 | 広島市                      | 広島市 安佐北区 |
| 市川村       | 大寺地区        | 市川村                     | 市川村                     | 昭和24年10月1日 井原村に編入         | 井原村                       | 昭和31年9月30日 白木町       | 昭和48年10月22日 広島市に編入 | 広島市                      | 広島市 安佐北区 |
| 井原村       | 井原村          | 井原村                     | 井原村                     | 井原村                               | 井原村                       | 昭和31年9月30日 白木町       | 昭和48年10月22日 広島市に編入 | 広島市                      | 広島市 安佐北区 |
| 志路村       | 志路村          | 志屋村                     | 志屋村                     | 志屋村                               | 志屋村                       | 昭和31年9月30日 白木町       | 昭和48年10月22日 広島市に編入 | 広島市                      | 広島市 安佐北区 |
| 古屋村       |                 | 志屋村                     | 志屋村                     | 志屋村                               | 志屋村                       | 昭和31年9月30日 白木町       | 昭和48年10月22日 広島市に編入 | 広島市                      | 広島市 安佐北区 |
| 三田村       | 三田村          | 三田村                     | 三田村                     | 三田村                               | 三田村                       | 昭和31年9月30日 白木町       | 昭和48年10月22日 広島市に編入 | 広島市                      | 広島市 安佐北区 |

## 行政
歴代郡長
| 代 | 氏名 | 就任年月日                | 退任年月日                | 備考                   |
| -- | ---- | ------------------------- | ------------------------- | ---------------------- |
| 1  |      | 明治11年（1878年）11月1日 |                           |                        |
|    |      |                           | 大正15年（1926年）6月30日 | 郡役所廃止により、廃官 |